# 三條站 (新潟縣)
三條站（日语：／ Sanjō eki */?）是位於新潟縣三條市南新保，屬於東日本旅客鐵道（JR東日本）的信越本線車站。

## 歷史
- 1898年（明治31年）6月16日：北越鐵道一之木戶（現時為東三條）至長岡之間開通，此站啟用[1]。
- 1907年（明治40年）8月1日：北越鐵道根據鐵道國有法（日语：鉄道国有法）而國有化。成為帝國鐵道廳（國鐵）車站。
- 1987年（昭和62年）4月1日：伴隨國鐵分割民營化，車站由東日本旅客鐵道（JR東日本）營運。
- 1990年（平成2年）12月1日：開設綠色窗口[2]。
- 2008年（平成20年）3月15日：新潟近郊區間擴大，此站可以使用IC卡「Suica」[3]。同時引入自動閘機。

## 車站構造

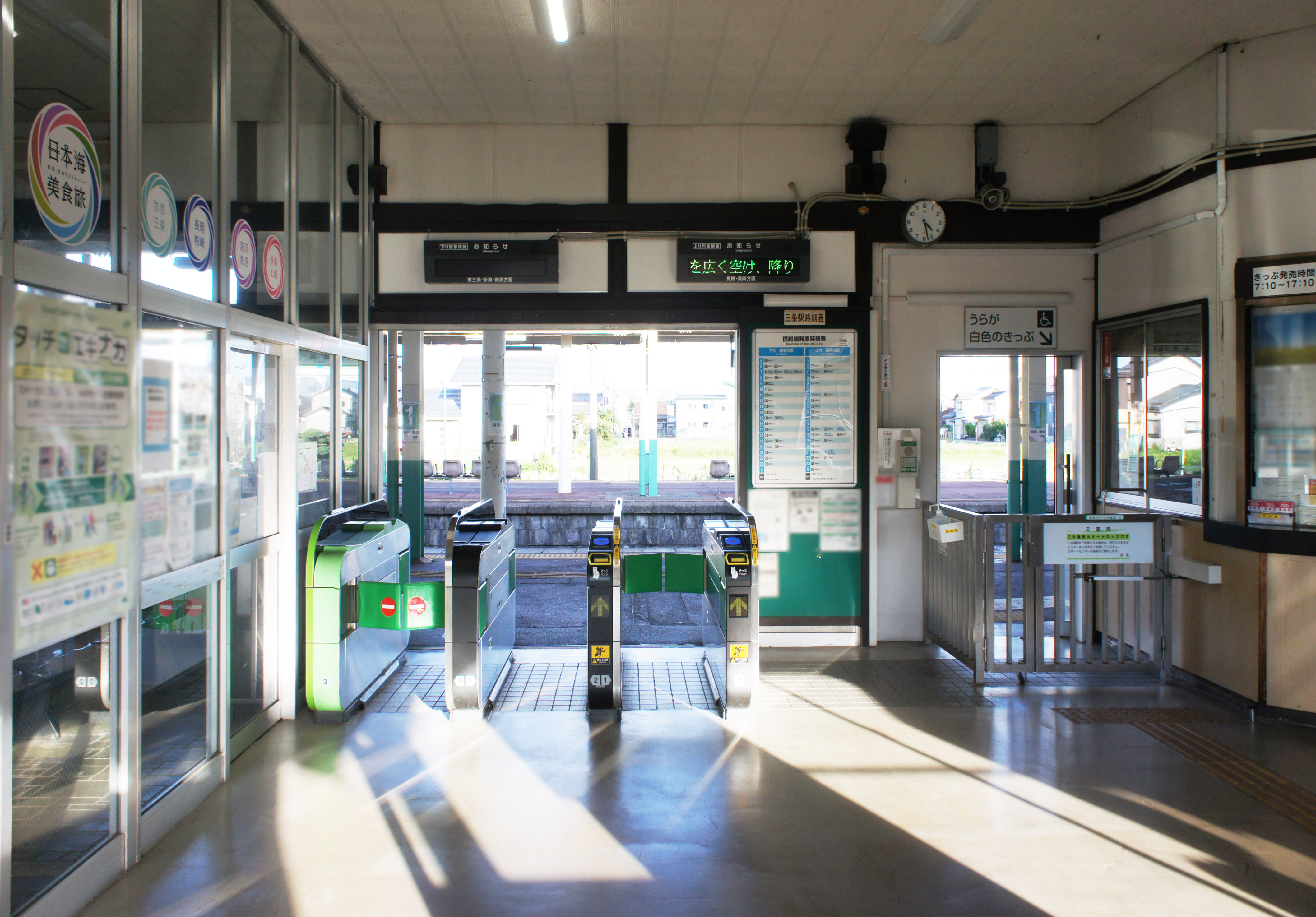
驗票閘口（2021年9月）
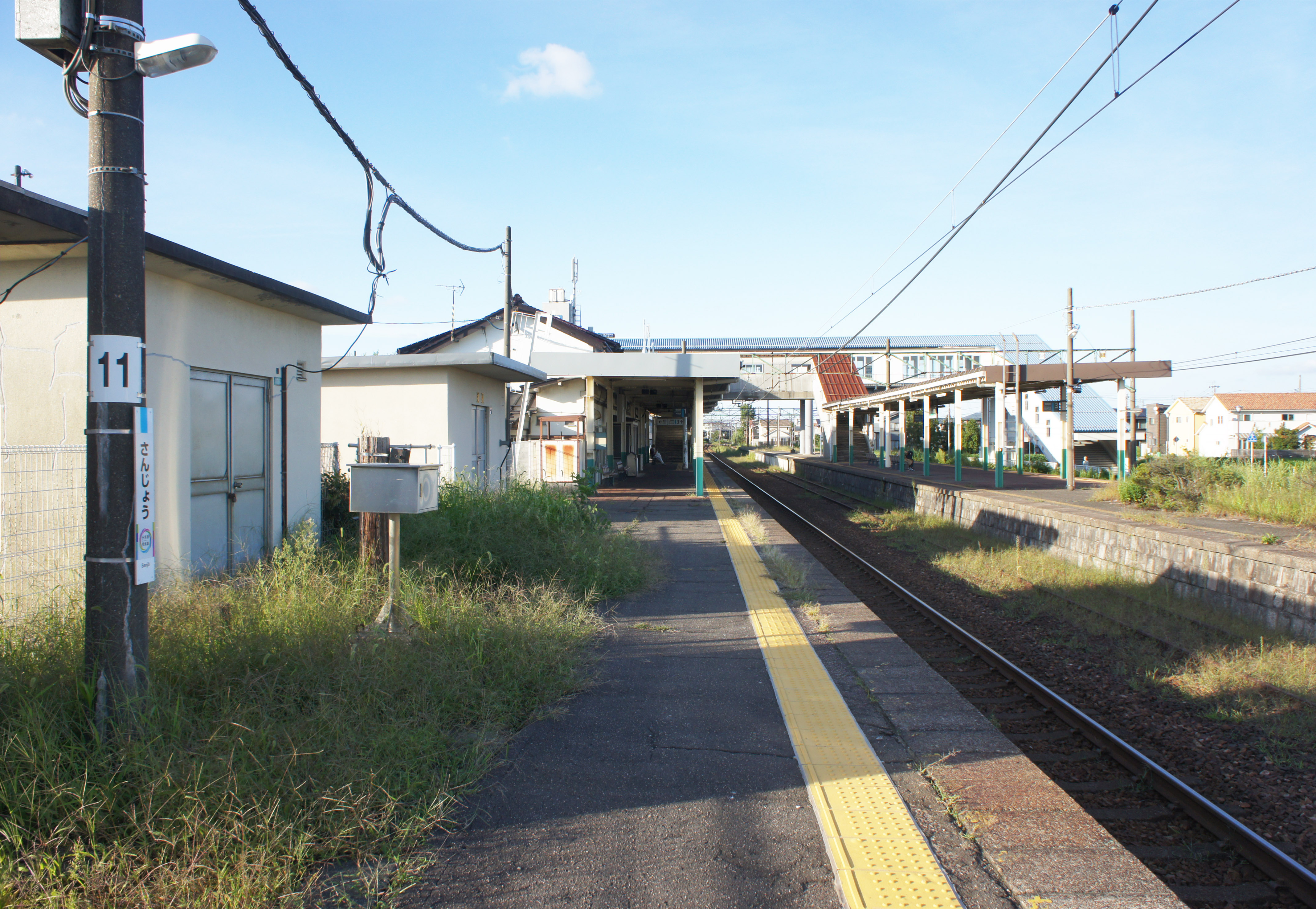
月台（2021年9月）
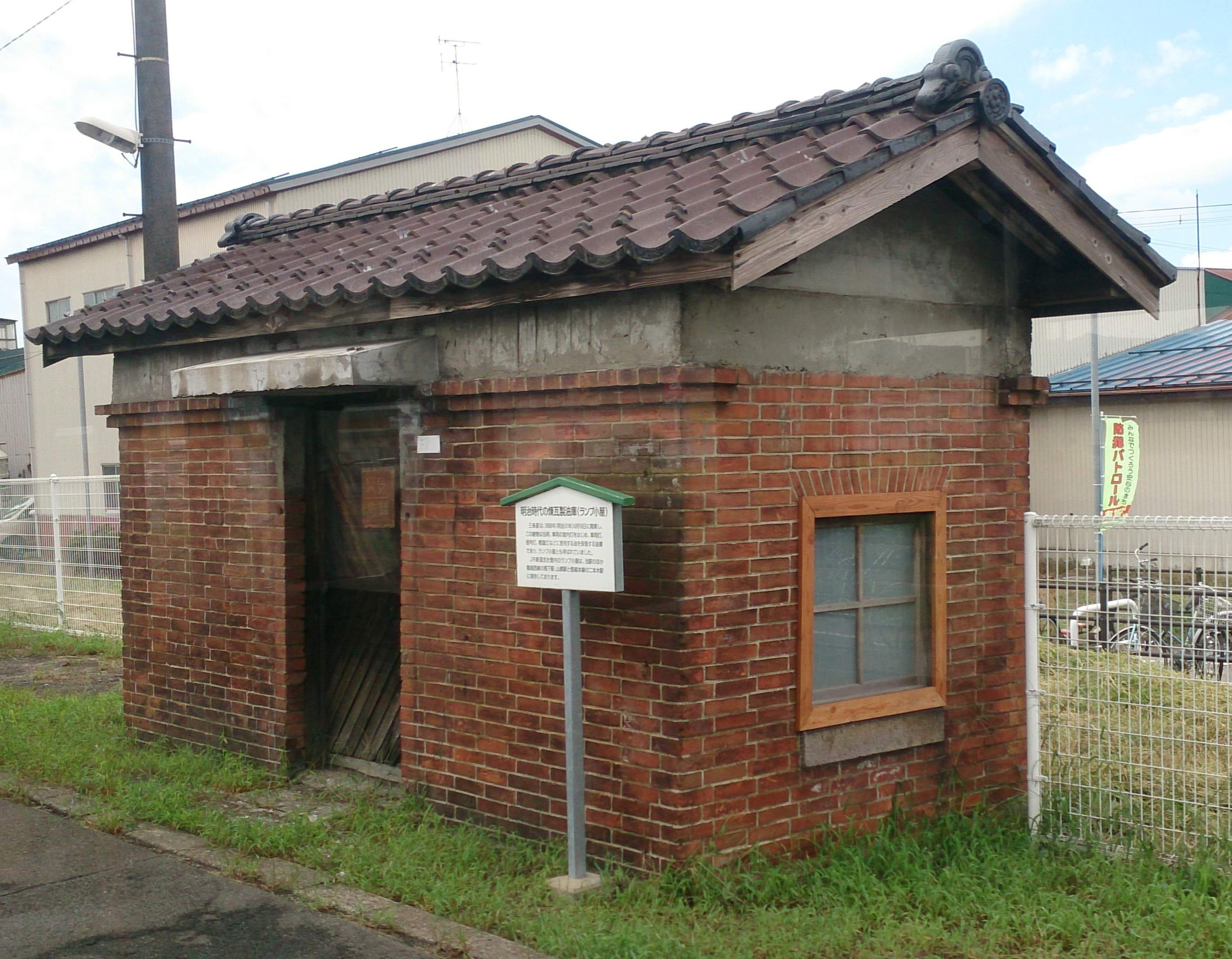
磚頭建造的燈棚（2018年9月）

本站是地面車站，設有2面2線的單式月台，此站曾設有2面3線月台，在島式月台近站房一方的路軌（曾經為2號月台）與本線分離，架空電纜已經撤走。月台之間透過跨線橋連接。而1號月台南邊有座建於1912年（明治45年）3月的燈棚。
站內設有綠色窗口，營業時間為 7:10至17:10，期間設有休息時間。本站在2008年（平成20年）3月15日引入可支援Suica的自動閘機（3座）。其中1座可使用交通系IC卡。站內也設有觸控武自動售票機、候車室、自動販賣機、廁所。
此站是由燕三條站管理的業務委託車站，並委託JR新潟Business（JNB）負責車站業務。而本站在2005年（平成17年）4月於站房旁開設了東西閘外行人通道。建設通道是由於鄰近車站的新潟縣立三条高等學校校舍老化，因此在2005年度（平成17年度）遷至車站東邊。

### 月台
| 月台 | 路線      | 上下行 | 方向           |
| ---- | --------- | ------ | -------------- |
| 1    | ■信越本線 | 下行   | 新潟方向       |
| 3    | ■信越本線 | 上行   | 見附、長岡方向 |

參考

## 使用狀況
在2019年度（令和元年度），1日平均乘車人次為1,812人。
以下列出近年1日平均乘車人次：
| 乘車人次變化       | 乘車人次變化     | 乘車人次變化    |
| 年度               | 1日平均 乘車人次 | 參考資料        |
| ------------------ | ---------------- | --------------- |
| 2000年（平成12年） | 1,599            | [ 利用客数 2 ]  |
| 2001年（平成13年） | 1,568            | [ 利用客数 3 ]  |
| 2002年（平成14年） | 1,547            | [ 利用客数 4 ]  |
| 2003年（平成15年） | 1,509            | [ 利用客数 5 ]  |
| 2004年（平成16年） | 1,486            | [ 利用客数 6 ]  |
| 2005年（平成17年） | 1,610            | [ 利用客数 7 ]  |
| 2006年（平成18年） | 1,619            | [ 利用客数 8 ]  |
| 2007年（平成19年） | 1,653            | [ 利用客数 9 ]  |
| 2008年（平成20年） | 1,735            | [ 利用客数 10 ] |
| 2009年（平成21年） | 1,760            | [ 利用客数 11 ] |
| 2010年（平成22年） | 1,759            | [ 利用客数 12 ] |
| 2011年（平成23年） | 1,726            | [ 利用客数 13 ] |
| 2012年（平成24年） | 1,739            | [ 利用客数 14 ] |
| 2013年（平成25年） | 1,842            | [ 利用客数 15 ] |
| 2014年（平成26年） | 1,686            | [ 利用客数 16 ] |
| 2015年（平成27年） | 1,660            | [ 利用客数 17 ] |
| 2016年（平成28年） | 1,722            | [ 利用客数 18 ] |
| 2017年（平成29年） | 1,820            | [ 利用客数 19 ] |
| 2018年（平成30年） | 1,870            | [ 利用客数 20 ] |
| 2019年（令和元年） | 1,812            | [ 利用客数 1 ]  |

## 車站周邊
在此站至彌彥線北三條站之間，設有一條五十嵐川，在該川右岸為大型三條古城區。在古城區中，最近的車站為東三條站，但是東三條站前較多巴士路線，同時為特急停車站，因此在JTB時間表中的「市中心車站」為東三條站。
包括此站在內，五十嵐川南部為嵐南地區，該處較多木業。
在車站前設有派出所、商店、餐廳、旅館和保齡球場。在站前設有新潟縣道35號三條停車場線向北延伸。
在車站東邊設有新潟縣立三條高等學校和郊外商店，以及CORONA總部。

## 巴士路線

周邊的巴士路線圖。

多數巴士路線和高速巴士都在鄰站東三條站出發，此站只有部分路線停靠。

## 相鄰車站
東日本旅客鐵道
■信越本線
- 快速「樂樂列車信越」停車站

■快速
見附－三條－東三條
■普通
東光寺－三條－東三條

## 注腳

### 使用狀況
1. 1 2  . 東日本旅客鉄道.   [2020-07-13]. （原始内容存档于2020-07-11） （日语）.
2. ↑  . 東日本旅客鉄道.   [2019-04-04]. （原始内容存档于2019-03-27） （日语）.
3. ↑  . 東日本旅客鉄道.   [2019-04-04]. （原始内容存档于2019-03-27） （日语）.
4. ↑  . 東日本旅客鉄道.   [2019-04-04]. （原始内容存档于2019-03-27） （日语）.
5. ↑  . 東日本旅客鉄道.   [2019-04-04]. （原始内容存档于2019-03-27） （日语）.
6. ↑  . 東日本旅客鉄道.   [2019-04-04]. （原始内容存档于2019-03-27） （日语）.
7. ↑  . 東日本旅客鉄道.   [2019-04-04]. （原始内容存档于2019-03-27） （日语）.
8. ↑  . 東日本旅客鉄道.   [2019-04-04]. （原始内容存档于2019-03-27） （日语）.
9. ↑  . 東日本旅客鉄道.   [2019-04-04]. （原始内容存档于2019-04-02） （日语）.
10. ↑  . 東日本旅客鉄道.   [2019-04-04]. （原始内容存档于2019-03-27） （日语）.
11. ↑  . 東日本旅客鉄道.   [2019-04-04]. （原始内容存档于2019-03-27） （日语）.
12. ↑  . 東日本旅客鉄道.   [2019-04-04]. （原始内容存档于2019-03-27） （日语）.
13. ↑  . 東日本旅客鉄道.   [2019-04-04]. （原始内容存档于2019-03-27） （日语）.
14. ↑  . 東日本旅客鉄道.   [2019-04-04]. （原始内容存档于2018-10-26） （日语）.
15. ↑  . 東日本旅客鉄道.   [2019-04-04]. （原始内容存档于2016-04-04） （日语）.
16. ↑  . 東日本旅客鉄道.   [2019-04-04]. （原始内容存档于2019-03-27） （日语）.
17. ↑  . 東日本旅客鉄道.   [2019-04-04]. （原始内容存档于2019-03-23） （日语）.
18. ↑  . 東日本旅客鉄道.   [2019-04-04]. （原始内容存档于2017-07-29） （日语）.
19. ↑  . 東日本旅客鉄道.   [2019-04-04]. （原始内容存档于2018-07-06） （日语）.
20. ↑  . 東日本旅客鉄道.   [2019-07-16]. （原始内容存档于2019-07-05） （日语）.

## 外部連結
- 車站資訊（三條）：東日本旅客鐵道（日語）